# جيمس كوغلان (لاعب هوكي الحقل)
جيمس كوغلان (بالإنجليزية: James Coughlan)‏ هو لاعب هوكي الحقل نيوزيلندي، ولد في 28 أغسطس 1990.

## وصلات خارجية
- جيمس كوغلان على موقع اللجنة الأولمبية الدولية (الإنجليزية)
- جيمس كوغلان على موقع أوليمبيديا (الإنجليزية)
- جيمس كوغلان على موقع اللجنة الأولمبية النيوزيلندية (الإنجليزية)